# Claffenbrunnenbächle
Das Claffenbrunnenbächle ist ein 21⁄2 km langer Bach des Kraichgaus im baden-württembergischen Landkreis Karlsruhe. Nach etwa südlichem Lauf mündet es in Zaisenhausen von rechts in den mittleren Kohlbach.

## Geographie

### Verlauf
Das Claffenbrunnenbächle fließt in einem Graben, der auf etwa 210 m ü. NHN etwa 1,9 km ostnordöstlich des Dorfes Bahnbrücken der Stadt Kraichtal neben einem gut ausgebauten Wirtschaftsweg von dort nach dem Sinsheimer Stadtteil Rohrbach am Gießhübel am Gewann Brühl entsteht.
Der Graben zieht anfangs von der Straße weg sehr geradlinig und ohne höheren Bewuchs in Richtung Südsüdosten zwischen den Äckern des flacheren Hanggewanns Hungerbrunnen zu seiner Rechten und den jenseits des Brühls etwas entfernten Obstwiesenstreifen, die den steileren linken Hang herabziehen. Schon nach etwa 300 Metern quert der Bach die Grenze zwischen dem Kraichtaler Stadtgebiet und der Gemeindegemarkung von Zaisenhausen. 
Auf dem nächsten halben Kilometer ist der Bachgraben weiterhin schnurgerade, dort aber stehen auf dem linken Hang die Bäume der Waldinsel des Forstdistriktes Nassenhart. Dessen Unterrand säumt im Gewann Erlenbruch auf einem Teilabschnitt ein Schilfröhricht, durch das eine Quelle im unteren Hangwald gut 0,1 km weit zum Claffenbrunnenbächle entwässert, von gegenüber fließt schon einige Meter zuvor ein unter 0,4 km langes Hanggerinne durch ein kleines Feuchtgebiet zu.
Etwas weiter abwärts keilt der Wald am linken Hang aus und vom rechten Ackerhang läuft ein weiterer Graben von unter 0,5 km mit unbeständiger Wasserführung zu. Dicht an dessen Mündung steht der namengebende Claffenbrunnen, der mit  einer kreisförmigen Steinfassung angelegt ist, die auch eine Sitzgelegenheit bietet.
Unterhalb wird der Bachlauf im Claffenbrunnen genannten Talgewann sogleich natürlicher, in nun südlicher Richtung schlängelt er sich meist von einer Galerie begleitet, an die außen Wiesen oder Obstwiesen des Talgrundes angrenzen. Das Bachbett ist bis zu drei Metern breit und bis zu einem Meter trogartig eingetieft, das Sediment ist sandig bis schlammig. Kurz bevor das Claffenbrunnenbächle ins Weichbild von Zaisenhausen eintritt, steht linksseits eines Mäanderbogens das Wasserhäuschen einer Fassung für die Trinkwasserversorgung.
In Zaisenhausen verläuft das Bächlein auf abschnittsweise weiter offen. Dort fließt es auf etwa 172 m ü. NHN unmittelbar nach der Bachquerung der Hildastraße von rechts in den mittleren Kohlbach ein.
Das Claffenbrunnenbächle mündet nach 2,4 km langem Lauf mit mittlerem Sohlgefälle von rund 16 ‰ rund 38 Höhenmeter unterhalb seines Grabenanfangs im Mehlgrund.

### Einzugsgebiet
Das Einzugsgebiet des Claffenbrunnenbächles ist 2,3 km² groß. Es gehört naturräumlich zum Unterraum Kraich-Saalbach-Hügelland des Kraichgaus; am Oberlauf stoßen der Teilraum Brettener Hügelland rechtsseits und Derdinger Hügelstreifen linksseits zusammen, zu dem das untere Einzugsgebiet dann ganz gehört. Der höchste Punkt liegt an der Nordostspitze auf etwa 266 m ü. NHN.
Wald gibt es nur zu etwas über 5 % im Forstdistrikt Nassenhart linksseits des oberen Bachlaufes, das übrige, stark rechtslastige Einzugsgebiet wird weit überwiegend beackert, jedoch finden sich an den steileren linken Talhängen etliche Obstwiesen.
Ein Randstreifen im Nordwesten mit etwas unter einem Viertel der Gesamtfläche liegt in der Stadtteilgemarkung Bahnbrücken von Kraichtal, das übrige in der Gemeindegemarkung von Zaisenhausen. Das Dorf um die Mündung ist neben einer größeren landwirtschaftlichen Gebäudegruppe an der südwestlichen Wasserscheide in Satellitenlange zu diesem der einzige Siedlungsplatz darin.
Reihum grenzen die Einzugsgebiete der folgenden Nachbargewässer an:
- Im Nordwesten liegt gewässerloses höheres Einzugsgebiet eines Baches, der von Bahnbrücken zum Börsbach läuft, der nach dem das Claffenbrunnenbächle aufnehmenden Kohlbach in den Kraichbach mündet.
- im Nordosten fließt hinter einem sehr kurzen Wasserscheidenabschnitt der Rohrbach zur Elsenz, deren Wasser über den Neckar erst unterhalb des Kraichbachs den Rhein erreicht;
- im Osten fließt der Hesselbach etwa parallel zum Claffenbrunnenbächle und oberhalb von ihm zum Kohlbach;
- das im Südosten angrenzende Gebiet entwässert über den Mörsbach noch in Zaisenhausen wenig abwärts des Claffenbrunnenbächles in den Kohlbach.

## Geologie
Das Einzugsgebiet ist weit überwiegend mit dem für den Kraichgau charakteristischen Lösssediment aus dem Quartär überlagert, in das wiederum breite Schwemmlandbänder um das Claffenbrunnenbächle und die fast nur von rechts zulaufenden, teils gewässerlosen Seitentalmulden eingebettet ist. Älteres triassisches Gestein, nämlich Gipskeuper (Grabfeld-Formation), streicht nur am linken Talhang vom Nassenhard bis hinab an die Siedlungsgrenze von Zaisenhausen aus.

## Natur und Schutzgebiete
Ungefähr der Kraichtaler Anteil des Einzugsgebietes linksseits des Bachlaufs gehört zum weit überwiegend außerhalb liegenden Landschaftsschutzgebiet Kraichgau. Ein Talstreifen um den Bach auf Zaisenhausener Grund, dazu kleine Vorsprünge in die Mulden der zwei genannten Zuflüsse von rechts und vor allem der gesamte Forstdistrikt Nassenhart bilden das Landschaftsschutzgebiet Claffenbrunnenbächle. Der weit überwiegende Teil des Einzugsgebietes bis nahe an die Ortsgrenze von Zaisenhausen herab gehört zu einem Wasserschutzgebiet, das weit auf die im Nordwesten und Südosten angrenzenden Nachbareinzugsgebiete ausgreift.

### LUBW
Amtliche Online-Gewässerkarte mit passendem Ausschnitt und den hier benutzten Layern: Lauf und Einzugsgebiet des Claffenbrunnenbächles

Allgemeiner Einstieg ohne Voreinstellungen und Layer: Daten- und Kartendienst der Landesanstalt für Umwelt Baden-Württemberg (LUBW) (Hinweise)
1. 1 2 3  Höhe nach dem Höhenlinienbild auf dem Hintergrundlayer Topographische Karte.
2. ↑  Länge nach dem Layer Gewässernetz (AWGN).
3. ↑  Einzugsgebiet nach dem Layer Basiseinzugsgebiet (AWGN).
4. 1 2 3  Länge abgemessen auf dem Hintergrundlayer Topographische Karte.
5. ↑  Natur teilweise nach dem Layer Geschützte Biotope.
6. ↑  Schutzgebiete nach den einschlägigen Layern.

### Andere Belege
1. ↑  Josef Schmithüsen: Geographische Landesaufnahme: Die naturräumlichen Einheiten auf Blatt 161 Karlsruhe. Bundesanstalt für Landeskunde, Bad Godesberg 1952. → Online-Karte (PDF; 5,1 MB)
2. ↑  Geologie nach den Layern zu Geologische Karte 1:50.000 auf: Mapserver des Landesamtes für Geologie, Rohstoffe und Bergbau (LGRB) (Hinweise)